# José Luis Mendilibar
José Luis Mendilibar Etxebarria (* 14. März 1961 in Zaldibar) ist ein ehemaliger spanischer Fußballspieler und derzeitiger -trainer. Er ist zur Zeit Trainer beim griechischen Fußballclub Olympiakos Piräus.

## Spielerkarriere
Als Spieler hat José Luis Mendilibar nie in der ersten spanischen Liga gespielt, sondern hauptsächlich bei unterklassigen Mannschaften. Der Baske spielte zwar mal in der 2. Mannschaft des baskischen Traditionsclubs Athletic Bilbao, konnte sich dort jedoch nie durchsetzen. Im Jahr 1994 beendete Mendilibar bei SD Lemona seine Karriere, ohne je das Baskenland als Spieler verlassen zu haben.

## Trainerkarriere

### Die Anfänge
Unmittelbar nach seiner aktiven Spielerkarriere übernahm Mendilibar seinen ersten Club als Cheftrainer. Zunächst von 1994 bis 1996 beim Amateurclub Arratia in der südlichsten Comarca der Provinz Baskenland. In den nächsten drei Jahren trainierte er diverse Jugendteams seines Ex-Clubs als Spieler Athletic Bilbao. Von 1999 bis 2001 durfte er schließlich die zweite Mannschaft übernehmen. Nach fünf Jahren als Amateur- und Jugendtrainer verließ Mendilibar Bilbao und übernahm mit Aurrera Vitoria erneut einen Club aus dem spanischen Amateurfußball.
Bei UD Lanzarote konnte er die Kritiker überzeugen, so dass er 2004/05 zu SD Eibar ging. Mit den Basken erreichte er gleich in seiner ersten und einzigen Saison den 4. Platz in der Segunda División. Somit war er denkbar knapp am Aufstieg in die spanische Eliteliga gescheitert.

### Athletic Bilbao
Im Sommer 2005 kehrte Mendilibar zum dritten Mal nach Bilbao zurück, zum ersten Mal jedoch als Erstligatrainer. Seine Rückkehr war nicht erfolgreich. Mit dem bis dahin schlechtesten Saisonstart von Athletic Bilbao standen früh die Zeichen auf Abschied und so sollte es auch nach wenigen Monaten kommen. Nach sechs Punkten aus den ersten neun Spielen übernahm Javier Clemente sein Amt.

### Real Valladolid
Im Sommer 2006 unterschrieb Mendilibar bei Real Valladolid. Er führte den Traditionsclub gleich in seiner Premierensaison mit einer sehr jungen, fast nur mit Spaniern besetzten Mannschaft in die erste Liga zurück (am Ende hatte man 88 Punkte auf dem Konto). Dort hat er den Club auf einen guten Platz in der ersten Tabellenhälfte nach der Hinrunde geführt. Mendilibar wurde im Februar 2010 bei Valladolid aufgrund von Erfolglosigkeit entlassen.

### CA Osasuna
Im Februar 2011 wurde bekannt, dass Mendilibar die sofortige Nachfolge von José Antonio Camacho antritt. Mendilibar unterzeichnete in Pamplona einen Vertrag bis Juni 2012.

### Levante UD
Im Sommer 2014 wurde Mendilibar von Levante UD verpflichtet. Am 20. Oktober 2014 wurde er nach acht Ligaspielen, von denen er nur eines gewann und zweimal unentschieden spielte, entlassen. Zu diesem Zeitpunkt lag Levante auf dem vorletzten Platz der Primera División.

### SD Eibar
Am 30. Juni 2015 kehrte Mendilibar zu SD Eibar zurück. Drei Spiele vor Saisonschluss sicherte sich der Klub den Klassenerhalt. Daraufhin wurde sein Vertrag für eine weitere Saison verlängert. In seinem zweiten Jahr gelang es Mendilibar, das Team auf einen soliden 10. Platz in der Liga zu führen. Nach weiteren kurzfristigen Vertragsverlängerungen unterschrieb Mendilibar im Sommer 2020 für weitere sechs Jahre auf der Bank von Eibar. Nachdem der Abstieg der Mannschaft in die Segunda División feststand, gab der Verein am 25. Mai 2021 bekannt, die Zusammenarbeit mit Mendilibar nicht fortzusetzen.

### Deportivo Alavés
Am 28. Dezember 2021 gab Deportivo Alavés Mendilibars Verpflichtung bis zum Juni 2022 offiziell bekannt. Nach einem Sieg, vier Unentschieden und sieben Niederlagen in zwölf Spielen und dem Abrutschen auf den letzten Tabellenplatz wurde er am 4. April 2022 entlassen.

### FC Sevilla
Am 21. März 2023 wurde bekannt gegeben, dass der FC Sevilla Mendilibar als Nachfolger des zurückgetretenen Jorge Sampaoli verpflichten wolle. Nach sieben Monaten im Amt wurde er im Oktober desselben Jahres entlassen. In der Saison 2022/23 gewann er mit den FC Sevilla die UEFA Europa League. 

### Olympiakos Piräus
Seit Februar 2024 ist Mendilibar Trainer von Olympiakos Piräus, was sein erstes Engagement außerhalb von Spanien darstellt. Mit Olympiakos gewann er am 29. Mai 2024 durch ein 1:0 nach Verlängerung im Finale in Nea Filadelfia gegen die AC Florenz die UEFA Europa Conference League 2023/24.

## Titel
International
- Europa-League-Sieger: 2023 (FC Sevilla)
- Conference-League-Sieger: 2024 (Olympiakos Piräus)

Spanien
- Zweitligameister und Aufstieg in die Primera División: 2007 (Real Valladolid)

Griechenland
- Super League Meister: 2025